# Low (альбом Testament)
Low (с англ. — «Низко») — шестой студийный альбом американской трэш-метал-группы Testament, выпущенный 4 октября 1994 года. Low был последним альбомом Testament, выпущенным на лейбле Atlantic Records, после чего ведущие члены группы создадут свой собственный лейбл Burnt Offerings Inc.

## Об альбоме
Low — первый альбом с участием бывшего ударника Exodus Джона Темпеста и гитариста-виртуоза Джеймса Мёрфи (Death, Obituary). Впервые на этом альбоме Чак Билли использует гроулинг, помимо чистого вокала. На заглавную композицию был снят видеоклип. Low посвящен памяти Криса Оливы, гитариста Savatage, который погиб, когда Testament записывали альбом, и его поблагодарили на обложке («покойся с миром, Крис»). Алекс Сколник, ушедший из Testament два года назад, заменил Криса во время записи Handful of Rain, восьмого альбома Savatage, выпущенного за месяц до Low.
Дизайнером обложки альбома стал Дэйв Маккин, который позже также разработает обложки двух последующих альбомов группы Demonic (1997) и The Gathering (1999).
Стилистически альбом сильно отличается от предыдущего. Low содержит в себе элементы трэш-метала, грув-метала и дэт-метала, что было расценено критиками как «смелый шаг», особенно во времена популярного тогда гранжа. Как написал Джон Франк из Allmusic, «мальчики из Района Залива Сан-Франциско сражались за свои жизни в недружелюбном окружении альтернативной музыки. Разумно, что группа решила попробовать что-то совершенно другое и объединилась с продюсером Rage Against the Machine/Melvins Гартом Ричардсоном. С временным ударником Джоном Темпестой за ударной установкой, группа начала записываться в студиях A&M в Лос-Анджелесе. Желая вернуться к беззаботным, но музыкально сложным звукам прошлых работ, сотрудничество с Гартом оказалась идеальным направлением, необходимым для группы, чтобы восстановить её уверенность». Альбом не смог повторить коммерческий успех предыдущих альбомов, добравшись только до 122 строчки в американском хит-параде. «Low» и «Dog Faced Gods» были выпущены как синглы, но в чарты не попали. Однако «Low» и кавер на песню «Sails of Charon» группы Scorpions (который присутствовал на B-стороне сингла «Dog Faced Gods») регулярно транслировались на современных рок-станциях, наиболее заметной из которых была KNAC. Помимо Джеймса Мерфи, заменившего Алекса Сколника, на альбоме часть соло-партий исполнил и Эрик Питерсон.
В июле 2014 года журнал Guitar World поместил альбом на 40-е место в списке «Супернеизвестные: 50 альбомов-икон, определивших 1994 год».

## Список композиций
| №   | Название                      | Длительность |
| --- | ----------------------------- | ------------ |
| 1.  | «Low»                         | 3:33         |
| 2.  | «Legions (In Hiding)»         | 4:17         |
| 3.  | «Hail Mary»                   | 3:32         |
| 4.  | «Trail of Tears»              | 6:06         |
| 5.  | «Shades of War»               | 4:44         |
| 6.  | «P.C.»                        | 2:50         |
| 7.  | «Dog Faced Gods»              | 4:02         |
| 8.  | «All I Could Bleed»           | 3:37         |
| 9.  | «Urotsukidōji (Instrumental)» | 3:50         |
| 10. | «Chasing Fear»                | 4:56         |
| 11. | «Ride»                        | 3:16         |
| 12. | «Last Call (Instrumental)»    | 2:41         |

## Участники записи
- Чак Билли — вокал
- Джеймс Мёрфи — гитара
- Эрик Питерсон — гитара
- Грег Кристиан — бас-гитара
- Джон Темпеста — ударные
- Дэйв Маккин — обложка
- Михаэль Вагенер — сведение
- Билл Кеннеди — звукоинженер

## Позиции в чартах
| Чарт (1994)                  | Пиковая позиция |
| ---------------------------- | --------------- |
| США (Billboard 200)          | 122             |
| Япония (Oricon Albums Chart) | 77              |